# Eusebio Cáceres
Eusebio Cáceres López (Onil, 10 settembre 1991) è un lunghista spagnolo.

## Biografia
Si approccia all'atletica leggera provando differenti discipline tra cui anche il decathlon. Dal 2008 si specializza nel salto in lungo, vincendo la prima medaglia di bronzo ai Mondiali juniores. Dal 2010 prende parte ai campionati internazionale seniores e partecipando, tra l'altro, ai Giochi olimpici di Londra 2012. Nel suo palmarès annovera almeno tre volte il quarto posto a competizioni di rilievo internazionale come i Mondiali.

## Palmarès
| Anno | Manifestazione    | Sede       | Evento         | Risultato  | Prestazione | Note                                     |
| ---- | ----------------- | ---------- | -------------- | ---------- | ----------- | ---------------------------------------- |
| 2007 | Mondiali allievi  | Ostrava    | Octathlon      | 6º         | 6144 p.     |                                          |
| 2008 | Mondiali juniores | Bydgoszcz  | Salto in lungo | Bronzo     | 7,59 m      |                                          |
| 2008 | Mondiali juniores | Bydgoszcz  | 4×100 m        | Batteria   | dnf         |                                          |
| 2009 | Europei juniores  | Belgrado   | 100 m piani    | Semifinale | 10"66       |                                          |
| 2009 | Europei juniores  | Belgrado   | Salto in lungo | 6º         | 7,64 m      |                                          |
| 2009 | Europei juniores  | Belgrado   | 4×100 m        | 6º         | 40"03       |                                          |
| 2010 | Europei           | Barcellona | Salto in lungo | 8º         | 7,93 m      |                                          |
| 2010 | Mondiali juniores | Moncton    | Salto in lungo | Argento    | 7,90 m      |                                          |
| 2010 | Mondiali juniores | Moncton    | 4×100 m        | Batteria   | 40"82       |                                          |
| 2011 | Europei indoor    | Parigi     | Salto in lungo | 11º (q)    | 7,83 m      |                                          |
| 2011 | Europei under 23  | Ostrava    | Salto in lungo | 8º         | 7,64 m      |                                          |
| 2011 | Europei under 23  | Ostrava    | 4×100 m        | Batteria   | dnf         |                                          |
| 2011 | Mondiali          | Taegu      | Salto in lungo | 18º (q)    | 7,91 m      |                                          |
| 2012 | Mondiali indoor   | Istanbul   | Salto in lungo | 11º (q)    | 7,71 m      |                                          |
| 2012 | Europei           | Helsinki   | Salto in lungo | 5º         | 8,06 m      |                                          |
| 2012 | Giochi olimpici   | Londra     | Salto in lungo | 14º (q)    | 7,89 m      |                                          |
| 2013 | Europei under 23  | Tampere    | Salto in lungo | Oro        | 8,37 m      |                                          |
| 2013 | Europei under 23  | Tampere    | 4×100 m        | Bronzo     | 38"87       |                                          |
| 2013 | Mondiali          | Mosca      | Salto in lungo | 4º         | 8,26 m      |                                          |
| 2014 | Europei           | Zurigo     | Salto in lungo | 4º         | 8,11 m      | Miglior prestazione personale stagionale |
| 2016 | Europei           | Amsterdam  | Salto in lungo | Finale     | nm          |                                          |
| 2017 | Europei indoor    | Belgrado   | Salto in lungo | 9º (q)     | 7,72 m      |                                          |
| 2017 | Mondiali          | Londra     | Salto in lungo | nm (q)     | nm (q)      |                                          |
| 2018 | Mondiali indoor   | Birmingham | Salto in lungo | 8º         | 7,91 m      |                                          |
| 2019 | Europei indoor    | Glasgow    | Salto in lungo | 4º         | 7,98 m      |                                          |
| 2019 | Mondiali          | Doha       | Salto in lungo | 7º         | 8,01 m      |                                          |
| 2021 | Giochi olimpici   | Tokyo      | Salto in lungo | 4º         | 8,18 m      | Miglior prestazione personale            |
| 2022 | Mondiali          | Eugene     | Salto in lungo | 8º         | 7,93 m      |                                          |
| 2022 | Europei           | Monaco     | Salto in lungo | 4º         | 7,98 m      |                                          |
| 2024 | Europei           | Roma       | Salto in lungo | 11º        | 7,54 m      |                                          |

## Altre competizioni internazionali
2009
- Oro in Europei a squadre ( Leiria), salto in lungo - 8,00 m

2014
- Bronzo in Europei a squadre ( Braunschweig), salto in lungo - 7,97 m

2019
- Argento in Europei a squadre ( Bydgoszcz), salto in lungo - 8,02 m